# 新汀县
新汀县（1931年12月—1932年3月）是闽西革命根据地的一个县。
1931年12月，以南阳、才溪、通贤、畲心、涂坊、中屋村、水口、三洲、濯田等区设立新汀县，治濯田。1932年3月，废县。